# خودکشی فرگشتی
خودکشی فرگشتی یا خودکشی تکاملی (به انگلیسی: Evolutionary suicide)، یک پدیده تکاملی است که در آن فرایند سازگاری باعث انقراض جمعیت می‌شود. برای مثال، افراد ممکن است انتخاب شوند تا از خوردن گیاهان بالغ به نهال تغییر کنند و در نتیجه جمعیت غذای گیاهی خود را کاهش دهند. انتخاب روی افراد از لحاظ نظری می‌تواند سازگاری‌هایی ایجاد کند که بقای جمعیت را تهدید می‌کند.
بسیاری از پژوهش‌ها دربارهٔ خودکشی تکاملی از تکنیک مدل‌سازی ریاضی دینامیک تطبیقی استفاده کرده‌اند که در آن تغییرهای ژنتیکی همراه با پویایی جمعیت مورد مطالعه قرار می‌گیرد. این به مدل اجازه می‌دهد تا پیش‌بینی کند که چگونه تراکم جمعیت با هجوم یک صفت معین به جمعیت تغییر می‌کند.